# Csilla Molnar
Csilla Molnar es una modelo húngara.

## Carrera
Molnar originalmente quería ser economista empresarial a los 16 años, pero un encuentro casual la llevó a considerar una carrera como modelo cuando un cazatalentos de IMG la descubrió en 2003.
Csilla tuvo un gran éxito al ser elegida para desfilar en exclusiva para Ralph Lauren en Nueva York, Chanel en París y Fendi en Milán.
Sin embargo, después de su primera y única temporada de desfiles, decidió dejar el modelaje en pausa y centrarse en la escuela y la universidad, donde estudia economía y marketing hasta la fecha.
Durante ese tiempo, Csilla trabajó exclusivamente para Giorgio Armani gracias a su excelente relación con la casa de moda Giorgio Armani. En la primavera de 2007, Csilla aprobó la mayoría de sus exámenes con las mejores calificaciones y volvió a centrarse en el modelaje al firmar con Iconic Management. Hoy en día, combina sus estudios universitarios con su carrera como modelo para marcas de renombre como Escada, Dolce Gabbana, La Perla, Hugo Boss y Replay Jeans.
Molnar realizó desfiles para Ralph Lauren, Roccobarocco, Fendi, Giorgio Armani, Armani Privé, Emporio Armani, Voyage, Stella Jean y Gattitoni.